# Doris Fisher (cantante)
Doris Fisher (New York, 2 maggio 1915 – Los Angeles, 15 gennaio 2003) è stata una cantautrice statunitense.

## Biografia
È nata a New York, figlia del noto cantautore Fred Fisher.
Ha cantato come professionista con delle orchestre jazz alla radio, con l'orchestra di Eddie Duchin ed è stata a capo del gruppo Penny Wise and Her Wise Guys.
Le migliori hit di Doris Fisher includono You Always Hurt the One You Love, Into Each Life Some Rain Must Fall, Amado Mio, and Put the Blame on Mame. Ha anche collaborato con Slim Gaillard in  Tutti Frutti.
Si è ritirata dal business della musica nel 1949 per crearsi una famiglia a Detroit. Morì a Los Angeles, il 15 gennaio 2003.